# Hans-Dieter Schrader
Hans-Dieter Schrader (* 4. April 1929 in Hannover; † 8. Juni 2004) ist ein deutscher Politiker (SPD) und Mitglied des Niedersächsischen Landtages.

## Leben
Hans-Dieter Schrader besuchte ein Gymnasium in Halle (Saale) und danach in Hameln und erwarb dort im Jahr 1948 die Hochschulreife. In der Folge studierte er Rechtswissenschaften und Volkswirtschaft in Göttingen bis 1951 und absolvierte im Jahr darauf das Referendarexamen. Am 12. Januar 1956 legte er seine Dissertation mit dem Titel „Ehrenschutz von Gemeinschaften“ vor. Die große juristische Staatsprüfung absolvierte er im selben Jahr und arbeitete dann bei der Deutschen Bundesbahn und im Bankgewerbe. Er wechselte im Jahr 1964 zum Land Niedersachsen und arbeitete dort unter anderem im Finanzministerium als Referent für Banken, Versicherungen und Sparkassen. In die SPD trat er im Jahr 1963 ein, dort wurde er im Unterbezirk Hannover-Land/Springe Vorstandsmitglied.
Vom 21. Juni 1970 bis 20. Juni 1974 war er Mitglied des Niedersächsischen Landtages (7. Wahlperiode).
Er ist verheiratet und hat drei Kinder.